# (6148) Ignazgünther
6148 Ignazgunther (5119 T-3) – planetoida z pasa głównego asteroid okrążająca Słońce w ciągu 3,44 lat w średniej odległości 2,28 j.a. Odkryta 16 października 1977 roku.